# Matucana paucicostata
Matucana paucicostata ist eine Pflanzenart in der Gattung Matucana aus der Familie der Kakteengewächse (Cactaceae). Das Artepitheton paucicostata leitet sich von den lateinischen Worten pauci- für ‚wenig‘ sowie costatus für ‚gerippt‘ ab und verweist auf die geringe Anzahl der Rippen auf den Trieben der Art.

## Beschreibung
Matucana paucicostata wächst meist mit von der Basis her verzweigten kugelförmigen bis kurz zylindrischen, dunkel graugrünen Trieben und erreicht bei Durchmessern von 4 bis 7 Zentimetern Wuchshöhen von 7 bis 15 Zentimeter. Es wird eine kurze Pfahlwurzel ausgebildet. Es sind sieben bis elf breite, gerade Rippen vorhanden, die in konische Höcker gegliedert sind. Die gebogenen, etwas biegsamen, rötlich braunen Dornen vergrauen im Alter. Der einzelne Mitteldorn – der auch fehlen kann – ist bis zu 3 Zentimeter, die vier bis acht Randdornen sind 0,5 bis 3 Zentimeter lang.
Die leicht gebogenen, karminroten Blüten sind bis zu 6 Zentimeter lang und weisen einen Durchmesser von 3 Zentimeter auf. Die grünen Früchte erreichen einen Durchmesser von 11 Millimeter.

## Verbreitung, Systematik und Gefährdung
Matucana paucicostata ist in der peruanischen Region Ancash in den Täler des Río Puchca, Río Mosna, Río Huari und Río Marañón in Höhenlagen von 1800 bis 2800 Metern verbreitet.
Die Erstbeschreibung erfolgte 1963 durch Friedrich Ritter. Nomenklatorische Synonyme sind Submatucana paucicostata (F.Ritter) Backeb. (1963) und Borzicactus paucicostatus (F.Ritter) Donald (1971).
In der Roten Liste gefährdeter Arten der IUCN wird die Art als „Vulnerable (VU)“, d. h. als gefährdet geführt.

## Nachweise